# 東貞蔵
東 貞蔵（あずま ていぞう）は、小説・ドラマ『白い巨塔』に登場する架空の人物。東都大学医学部医学科卒業。浪速大学医学部第一外科教授、呼吸器外科専攻。62歳。

## 来歴・人物
父親も洛北大学附属病院長を務めた医学者で、代々学者の家に生まれる。
家族は妻の政子、娘の佐枝子。息子もおり、同じ医者としての道を歩ませようとしたが、無理な勉強と戦時中の食糧不足により夭折した（1978年版では子息は佐枝子のみ（一人っ子）という設定。2003年版では登山中に事故死したという設定）。

## 概説
東都大学医学部卒業。呼吸器外科の権威。浪速大学医学部第一内科教授・医学部長の鵜飼教授からの紹介もあり、東都大学で教授の椅子を逃した挫折感を味わいつつ浪速大学教授に着任した。
学究肌であり、手術の腕は財前に及ばない。
鵜飼とは互いに立てあいながら中央官庁と折衝を重ね、付属病院新館の建築に奔走。しかし、東の後任教授をめぐって鵜飼は財前を支持、袂を分かつ事になる。

### 財前との確執
財前五郎、葛西の師にあたる。しかし自分の不在中に雑誌の取材を受けるなど、自分を蔑ろにする助教授(現在の准教授)・財前の傲慢な性格を非常に嫌った。このため財前との関係は日増しに悪化するが、この件については、財前の振る舞いが東の高潔な性格・教授としての矜持・また財前への複雑な嫉妬にも似た感情をおおいに逆撫でした事が要因となっていた。
財前への後継指名回避を決意した東は、東都大学の後輩に当たる東都大学第二外科主任教授船尾徹に後任教授の推薦を打診、推薦された温和な学究肌である金沢大学（2003年に放送されたシリーズでは石川大学となっている）教授菊川昇を後任教授候補とする。これは、現在独身の菊川は娘・佐枝子の配偶者としても最適であると考えた、妻の政子の進言に拠る所もある。
財前を排除し、娘婿とした菊川を自らの後任教授に迎える事がかなえば、退官後も第一外科に菊川を通して、影響力を行使できる可能性を東は察知していた。
更に教授選挙への工作のため、東は第二外科教授・今津（今津の教授就任の際には東が支援しており、今津は東に借りのある存在）に内意を打ち明け、菊川支持を取り付けると共に教授会工作を依頼。今津は財前の学位取得前の師で、財前を快く思わない病理学・大河内教授に東の内意また財前の傲慢な言動を伝え、間接的ではあるが大河内教授の選考委員立候補、そして委員長就任を促す。
書類審査の結果、財前、菊川と、財前の前任助教授である徳島大学・葛西が候補として残る。投票の際、東は「二人の愛弟子（葛西・財前を指す）が骨肉相食むのを見るのは忍びない」と、名台詞を吐いて退席。これは現教授の東から後任教授として推薦されない財前に対する同情票を封じるための大芝居であったが、開票の結果、票は割れ、財前、菊川の上位2名での決選投票になる。結果は2票差で財前が勝利。利害関係・思惑が交錯する教授選挙に際して、慣れない政治工作にまで手を染めた東の奮闘は実を結ぶことなく、東は傷心のままに退官する。

### 退官後
退官後は近畿労災病院院長に天下り（2003年版では近畿労共病院院長）。
財前が告訴されると、里見脩二や関口仁からの依頼を受け、一審では東北大学名誉教授の一丸直文、二審では関東医科大学助教授の正木徹を紹介した。なお、原作には、控訴審の初公判を傍聴するという内容が記述されている。

#### 1978年版
自宅を訪れた関口に「今回の裁判は間接的に自分にも責任がある」と述べて一丸と正木を紹介こそしたものの、自身は政子からの猛反発もあり裁判への出廷や傍聴は一度も行わなかった（佐枝子は政子の反発を受け入れず、第一審から控訴審まで1人で傍聴した）。
依頼を受けた正木も佐々木側の鑑定医依頼を引き受けぬよう財前側から圧力を受けたが、この圧力に屈せず控訴審で佐々木側の鑑定医として出廷する、というストーリーになっている。

#### 2003年版
里見脩二に財前五郎が自分の退官日に佐々木庸平の手術を行っていた事を聞き、関口に鑑定医として正木を紹介するが、一度鑑定医を受諾したはずの正木が財前側の工作によって辞退し、さらに船尾が財前側に寝返った事で自ら出廷を決意。
証言の際に財前との確執について厳しく問い詰められながらも「教え子の誤りは自分の誤り」として、その責任を取るため院長辞職を表明する、といったストーリーになっている。また2003年版では娘・佐枝子とともに第二審の判決を傍聴している。

#### 2019年版
第一審、控訴審共に傍聴していない。また、一丸や正木を紹介する展開も描かれない。

### 財前への執刀
財前五郎が胃癌で倒れると、財前に依頼された里見脩二の頼みと説得により、財前への怨讐を捨て、手術を執刀するも、肝臓にまで癌が転移しており、切除が不能であった（2003年版では肺癌の肺内転移と胸膜播種を起こしていて手の施しようがない状況に変更）。他に様々な対案が提案されたが、どれも容態が増悪を引き起こすデメリットが大きかったため、体力の温存を考えて何も施せず縫合した。直後に里見が5-FUの使用を提案したときには当初は反対していたが、最終的に里見の熱意に押されてこれを認め、結果鵜飼も了承した。
術後はしばし往診し、近畿労災病院の仕事があるのにわざわざ往診するのを恐縮する財前に対して「医者が執刀した患者を往診するのは当然のことであって、別に恐縮することはない」と諭した。
2003年版では財前の舅である又一が末期癌の告知を待ってほしいと頼んだ際は金井と共に最後まで反対したが、鵜飼の決定で緘口令が敷かれる。往診に赴いた際に抗がん剤投与に疑問を抱いた財前の質問に対して、「肺癌は油断ならないからプラチナベースの抗がん剤をきちんと投与した方が良い」と説明し、素直に聞き入れた財前に感心していた。
財前が黄疸から真の病状に気づいた際には、医師団の教授とともに鵜飼教授により招集される。鵜飼が財前への告知を渋る中、「財前君ほどの臨床医を騙しおおせるのは無理だし、騙したまま死なせるには忍びないから、本来なら財前君には切除不能の癌だと告知した上で死んでもらうべきだろう。しかし、もし私自身が癌で倒れた時、一人の人間として死期を予知してもらったほうがよいかどうかは、自信を持っては答えられない…」と語り、死期が定まっている癌を前にして、人間としての弱さを見せた。また、鵜飼から財前の死期を問われ、後任教授の推薦を依頼されると、自分の弟子である財前すら使い捨てにしようとする鵜飼に「財前君はまだ生きています」と怒りを露にした（このシーンは78年版と2003年版にのみ登場するオリジナル）。そして、危篤に陥った財前の最期の脈を取った。
なお、1978年版では東ではなく助教授の金井達夫が最後の脈を取った。2003年版では里見の来訪を待っていたかのように意識を取り戻した財前にステロイドの投与を告げるが、うわごとで里見に話しかける彼をみて躊躇する。最期の脈を取るシーンはなく、かわりに（里見と二人だけにさせてやるため）退室しようとの又一の提案に応じ、最後まで退室を渋った鵜飼らを促した後、最後に退室、病室の扉を閉じた。
2019年版は、財前が里見により膵臓癌である事を告知された後、里見と鵜飼の頼みを受け入れ、執刀する。しかし、財前の膵臓癌は腹膜播種を起こしており、手の施しようがない状態になっていた。助手として立ち会った金井や佃に手術を断念するよう説得され、東はこれを受け入れる。術後の財前はすべてを悟っており、東は包み隠さず真実を話す。それでも財前は恨み言を決して口にせず、「ありがとうございました」と東に感謝する。更に「毎日診察に来る」と伝えると財前は「執刀してくれた医師が診てくれるとこんな気持ちになるんですね。ほっとします。初めてわかりました。」と患者の立場に立った心境を述べた。その後財前は、膵臓癌に起因する脳梗塞を併発。原作同様、東が最後の脈を取り、涙ながらに臨終を告げた。

## 演じた俳優
- 東野英治郎（1966年、映画）
- 山形勲（1967年、テレビドラマ）
- 中村伸郎（1978年 - 1979年、テレビドラマ）
- 二谷英明（1990年、テレビドラマ）
- 石坂浩二（2003年 - 2004年、テレビドラマ）
- 寺尾聰（2019年、テレビドラマ）